# Betlehem
 Ovo je glavno značenje pojma Betlehem. Za druga značenja pogledajte Betlehem (razdvojba).
Betlehem (također Bethlehem, arapski: بيت لحم, Beit Lahm, "Kuća mesa"; hebrejski: בית לחם, Beit Lehem, "Kuća kruha") grad je na području Palestinske samouprave s više od 25.000 stanovnika. Nalazi se 10 km južno od Jeruzalema i sjedište je Betlehemske guvernije.
U svijetu je Betlehem poznat po tome što je rodno mjesto Isusa Krista (prema Novom zavjetu). Ovdje živi jedna od najstarijih kršćanskih zajednica na svijetu, koja zbog iseljavanja danas ima mali broj pripadnika. Prema vjerovanju ovdje je rođen i kralj David, koji je tu i okrunjen za kralja Izraela.
Betlehem je, kao mjesto Isusova rođenja (u što neki znanstvenici sumnjaju), danas jedan od najpoznatijih svjetskih hodočasničkih odredišta. Kako kršćani širom svijeta ovom mjestu hodočaste još od 2. stoljeća UNESCO je Baziliku Isusova Rođenja, uključujući i obližnje armenske, franjevačke, grčkokatoličke i grkopravoslavne samostane, crkve, tornjeve, terasaste vrtove i hodočasničke staze, upisao 26. lipnja 2012. godine na popis mjesta svjetske baštine u Aziji. Isti dan je upisana i na popis ugroženih mjesta svjetske baštine zbog kontinuirane opasnosti i čestih sukoba Izraelaca i Palestinaca. Zbog eskalacije izraelsko-palestinskog sukoba, broj hodočasnika opada.

## Povijest

### Biblijsko razdoblje
Betlehem se prvi put spominje u Bibliji (u Knjizi Postanka), gdje stoji (Post 35, 15) da je Jakov svoju ljubljenu ženu Rahelu pokopao "na putu u Efratu, to jest Betlehem". Kad su Izraelci osvojili "obećanu zemlju" Kanaan, Betlehem je pripao Judinom plemenu. Zbivanja iz starozavjetne Knjige o Ruti također se većim dijelom događaju na području Betlehema.
Betlehem je prema 1. knjizi Samuelovoj mjesto porijekla roda jednoga od najznačajnijih staroizraelskih kraljeva, Davida. Prema proročanstvima, iz Davidove se loze u Betlehemu treba roditi očekivani Mesija. Prorok Mihej (5,1) tako kaže: "A ti, Betleheme, Efrato, najmanji među kneževstvima Judinim, iz tebe će mi izaći onaj koji će vladati Izraelom". U tome se stihu kaže "Betlehem-Efrata" kako bi ga se razlikovalo od istoimenog mjesta koje se nalazilo oko 11 km od Nazareta.
Lukino Evanđelje izvješćuju da se u Betlehemu u doba cara Augusta rodio Isus i to u štalici, jer za njega nije bilo mjesta u svratištu. Budući da je Isusov poočim sveti Josip potjecao iz Davidove loze, a i zbog mjesta rođenja, gdje je, kako nas Luka izvješćuje, morao s trudnom Marijom putovati radi popisa stanovništva, Isus je, prema evanđeljima, taj žudno očekivani Mesija. To je jedan od temelja kršćanstva, dok Židovi ne priznaju Kristovo mesijanstvo. Prema Mateju, maloga Isusa posjetila su u Betlehemu vođena zvijezdom i tri maga (mudraca) s Istoka (u tradiciji sveta tri kralja) da mu se poklone te mu darovali zlato, tamjan i smirnu.

### Rimsko i bizantsko razdoblje
Između 132. i 135. grad su okupirali Rimljani, nakon njegovog zauzimanja tijekom Bar Kohba ustanka. Prema Hadrijanovoj naredbi, Židovi su istjerani iz grada. Tijekom rimske vladavine u Betlehemu, podignut je hram grčkom bogu Adonisu na mjestu gdje se rodio Isus. Tijekom posjeta Helene, majke bizantskog cara Konstantina, u Betlehemu je 326. počela gradnja crkve koja je završena 333. i koja je danas poznata kao Bazilika Rođenja Isusova.
Tijekom Samaritanske pobune 529., Betlehem je opljačkan, a njegove zidine i Bazilika Rođenja Isusova su uništeni, ali su brzo obnovljeni prema naredbama cara Justinijana I. Godine 614., perzijsko sasanidsko carstvo napalo je Palestinu i osvojilo Betlehem. Prema kasnijim izvorima, Perzijanci nisu uništili grad zato što su vidjeli mage u perzijskoj odjeći u mozaiku.

### Islamska vlast i Križarski ratovi
Godine 637., ubrzo nakon što su Jeruzalem osvojile muslimanske snage, drugi kalif Omar posjetio je Betlehem i obećao da će Bazilika Rođenja Isusova ostati očuvana za kršćane. Blizu crkve, na mjestu gdje se Omar molio u gradu, izgrađena je džamija. Nakon vladavine pravednih kalifa, grad je prešao pod kontrolu Omajada, Abasida i Fatimida. Godine 1009., za vrijeme vladavine šestog fatimidskog kalifa Al-Hakim bi-Amr Alaha, Crkva Rođenja Isusova biva uništena po njegovim naredbama. Crkvu je ubrzo obnovio njegov nasljednik Ali az-Zahir koji je time pokušao poboljšati odnose s Bizantskim Carstvom.
Godine 1099. Betlehem osvajaju križari, koji utvrđuju grad te grade novi samostan na sjevernoj strani bazilike Rođenja Isusova. Grčko pravoslavno svećenstvo zamijenjeno je katoličkim redovnicima. Sve do tada je službena kršćanska prisutnost na ovom području bila grčka pravoslavna. Na Božić 1100., prvi kralj franačkog Jeruzalemskog Kraljevstva, Baduin I., okrunjen je u Betlehemu, a kasnije je te godine u gradu osnovan i latinski episkopat.
Godine 1187. je egipatski i sirijski sultan Saladin, koji je vodio Ajubide, oduzeo križarima Betlehem. Latinski redovnici su prisiljeni otići, a na njihovo mjesto ponovno se vratilo grčko pravoslavno svećenstvo. Saladin je pet godina kasnije pristao na povratak dva katolička svećenika i đakona. U to je vrijeme naglo opao broj hodočasnika u Betlehem iz Europe.
Neverski grof Vilim IV. obećao je kršćanskim biskupima da će ih, u slučaju da Betlehem padne u ruke muslimana, ugostiti u gradu Clamecyju u Burgundiji. Betlehemski biskup prihvatio je ovaj poziv 1223., a Clamecy je ostao in partibus infidelium sjedište Betlehemske biskupije skoro šest stoljeća, sve do Francuske revolucije 1789. godine.
Betlehem je, zajedno s Jeruzalemom, Nazaretom i Sidonom, ustupljen nakratko križarskom Jeruzalemskom Kraljevstvu sporazumom između cara Svetog Rimskog Carstva Fridrika II. i ajubidskog sultana Al-Kamila. Ovaj sporazum, koji je sklopljen 1229. obvezao je obje strane na desetogodišnje primirje. Nedugo nakon što je sporazum istekao, muslimani su 1244. ponovno zauzeli Betlehem.
Godine 1250., nakon što su na vlast došli Mameluci pod vodstvom Baibarsa, dolazi do pada tolerancije prema kršćanstvu te svećenstvo napušta grad, a gradske zidine bivaju uništene 1263. godine. Katoličko svećenstvo koje se vratilo tek u idućem stoljeću, uselilo se u samostan kraj Bazilike Rođenja Isusova. Kontrola nad bazilikom dana je grčkim pravoslavcima, a kontrola nad Mliječnom špiljom podijeljena je između njih, te katolika i armenskih pravoslavaca.

### Osmansko i egipatsko razdoblje
Od 1517., kroz godine osmanske vladavine, vlasništvo nad bazilikom bilo je predmet svađe između katolika i grčkih pravoslavaca. Od 1831. do 1841. Palestinom je vladala egipatska dinastija Muhamed Ali. U ovom je razdoblju grad pogodio potres, a egipatska je vojska uništila muslimansku četvrt, kao čin odmazde zbog ubojstva Ibrahim-paše.
Godine 1841. Betlehem je opet potpao pod osmansku vlast, pod kojom je ostao sve do kraja Prvog svjetskog rata. Za vrijeme turske vladavine stanovnike grada je pogodila nezaposlenost, veliki porezi i obvezna vojna služba, zbog čega je veliki broj stanovnika odselio, većinom u Južnu Ameriku.

### Dvadeseto stoljeće
Nakon pobjede u Prvom svjetskom ratu, Velika Britanija i Francuska podijelili su osvojene osmanske pokrajine. Dana 29. rujna 1923. Betlehem i većina teritorija zapadno od rijeke Jordan postali su dio Britanskog mandata u Palestini. Prema odluci Opće skupštine UN-a o podjeli Palestine 1947., Betlehem je izuzet kao posebna međunarodna enklava Jeruzalema kojom je upravljao UN. Tijekom Arapsko-izraelskog rata 1948. grad su zauzele jordanske snage. Mnoge su izbjeglice iz područja kojeg su zauzele izraelske snage pobjegle u područje Betlehema. Kasnije će ta izbjeglička područja postati današnji izbjeglički kampovi Aza i Aida na sjeveru, te Deišeh na jugu. Zbog ovog dolaska velikog broja izbjeglica, dotad većinsko kršćansko stanovništvo Betlehema postalo je većinsko muslimansko.
Jordan je sačuvao kontrolu nad gradom sve do Šestodnevnog rata 1967. kad je Betlehem, kao i ostatak Zapadne obale, okupirao Izrael. Dana 21. prosinca 1995., Izraelci su se povukli iz Betlehema, a tri dana nakon toga grad je, prema sporazumu, potpao pod političku i vojnu kontrolu Palestinske samouprave.

### Druga intifada
Tijekom druge palestinske intifade, koja je počela 2000. – 2001., infrastruktura u Betlehemu je velikim dijelom oštećena, a gradski turizam narušen. Godine 2002., grad je bio bojište u velikoj vojnoj operaciji Tzahal izraleskih vojnih snaga.
Tijekom ove operacije Cahal je opkolio Baziliku Rođenja Isusova, gdje su se od Izraelaca sklonili oko 200 Palestinaca, uključujući i skupinu militanata. Ova opsada je trajala 39 dana, a u njoj je ubijeno devet militanata, te crkveni zvonar. Opsada je završila sporazumom o progonstvu trinaest militanata u razne europske zemlje te Mauritaniju. Tadašnji papa Ivan Pavao II. žestoko je osudio postupke izraelske vojske, kao i mnogi drugi svjetski dužnosnici.

## Zemljopis
Betlehem se nalazi na visini od 775 metara, što je 30 metara više od obližnjeg Jeruzalema. Grad se nalazi na južnom dijelu Judejske gore.
Grad se nalazi 73 km sjeveroistočno od Gaze i Sredozemnog mora, 75 km zapadno od Amana u Jordanu, 59 km jugoistočno od Tel Aviva te 10 km južno od Jeruzalema. Obližnji gradovi i mjesta su Beit Safafa (jugoistočni Jeruzalem) na sjeveru, Beit Džala na sjeverozapadu, Husan na zapadu, Al Hadr i Artas na jugozapadu, te Beit Sahur na istoku. Beit Sahur i Beit Džala nalaze se unutar šireg urbanog područja Betlehema, a unutar grada nalaze se i izbjeglički kampovi Aida i Al Aza.

### Stari grad
Stari grad nalazi se u središtu Betlehema. Sastoji se od osam četvrti, koje se u mozaičkom stilu nalaze oko trga Manger. Četvrti su al-Najajreh, al-Farahiyeh, al-Anatreh, al-Tarajmeh, al-Qawawsa, Hreizat i al-Fawaghreh, od kojih je samo al-Fawaghreh muslimanska četvrt, dok su ostale kršćanske. Kršćanske četvrti su većinom nazvane po arapskom klanu Gasanidi, koji su se ovdje naselili. Četvrt Al-Qawawsa osnovali su arapski kršćani koji su se ovdje doselili iz obližnjeg grada Taqua u 18. stoljeću. Izvan starog grada nalazi se i jedna sirska četvrt čiji su se stanovnici doselili iz Midyata u Kurdistanu. Sveukupno u starom gradu živi oko 5.000 stanovnika.

### Klima
U gradu vlada mediteranska klima, s toplim i suhim ljetima te hladnim zimama. Zimsko razdoblje, koje traje od sredine prosinca do sredine ožujka, zna biti kišovito i hladno. Najhladniji mjesec u godini je siječanj, kada se temperature kreću od 1 °C do 13 °C. Najtoplije razdoblje godine je između svibnja i rujna. Najtopliji mjesec u godini je kolovoz, s prosjekom od 27 °C. Godišnje prosječno na Betlehem padne oko 700 mm kiše, od toga 70% između studenog i siječnja.
Prosječna godišnja vlažnost je 60%, a najviša je između siječnja i veljače. Najniže razine vlažnosti su u svibnju. Rosa se stvara u do 180 noći godišnje. Na grad klimatski djeluje Sredozemno more s povjetarcem, te toplinski, suhi, pješčani vjetrovi koji dolaze iz Arapske pustinje.

## Stanovništvo
| God.             | Br. stan. |
| ---------------- | --------- |
| 1945.            | 8.820     |
| 1961.            | 22.450    |
| 1983.            | 16.300    |
| 1997.            | 21.930    |
| 2004. (procjena) | 28.010    |
| 2005. (procjena) | 29.020    |
| 2006. (procjena) | 29.930    |

Prema procjenama Palestinskog ureda za statistiku, u Betlehemu je sredinom 2006. živjelo 29.930 stanovnika. Prema službenom popisu iz 1997. u gradu je živjelo 21.670 osoba, od čega su 6.570 bile izbjeglice, koje su tada činile 30,3% stanovništva grada. Vjerski je sastav stanovništva grada 1998. bio sljedeći: 67% su činili sunitski muslimani, a 33% kršćani, većinom grčki pravoslavci i rimokatolici. Do 2005. godine, broj kršćana u gradu smanjio se na 20%. Unatoč činjenici da je islam religija najvećeg dijela stanovništva u Betlehemu, u gradu postoji samo jedna muslimanska bogomolja. To je Omarova džamija, koja se nalazi na trgu Manger.
Prema popisu iz 1997. dobni sastav stanovništva bio je: 27,4% stanovnika ispod 10 godina starosti, 20% stanovnika između 10 i 19 godina, 17,3% stan. od 20 do 29 god., 17,7% stan. od 30 do 44, 12,1% stan. od 45 do 64 te 5,3% stanovnika starijih od 65 godina. U gradu je tada živjelo 11.079 muškaraca i 10.594 žena.

### Kršćansko stanovništvo
Većina betlehemskih kršćana smatraju se potomcima arapskih kršćanskih klanova s Arapskog poluotoka, uključujući i dva najveća u gradu: al-Farahiyya i an-Najajreh. Članovi klana al-Farahiyya smatraju se potomcima Gasanida, koji su se iz Jemena preselili u Mojsijevu dolinu u Jordanu, a klan an-Najajreh potječe od Arapa iz Nadžrana u južnom Hidžazu. Betlehemski klan al-Anantreh također potječe s Arapskog poluotoka.
Postotak kršćana u Betlehemu stalno opada, najvećim dijelom zbog iseljavanja stanovništva. Za ovaj pad je jednim dijelom odgovoran i niži natalitet među kršćanima, u usporedbi s muslimanima.
Godine 1947., kršćani su činili 75% stanovništva u gradu, da bi do 1998. pali na 33%. Iako Palestinska samouprava sporazumom jamči jednakost betlehemskim kršćanima, zabilježeno je nekoliko nasilnih incidenata koje su počinili policija i militantne frakcije protiv kršćana.
Veliki utjecaj na kršćansku manjinu imalo je i izbijanje druge intifade, koja je uzrokovala turistički, a time i gospodarski pad, koji je jako pogodio lokalne kršćane jer su oni vlasnici mnogih hotela i drugih turističkih objekata i djelatnosti. Statistička analiza koja se bavila pitanjem odlaska kršćana iz Betlehema, kao razlog je navela nedostatak gospodarskih i obrazovnih prilika. Nakon druge intifade, 10% kršćana napustilo je grad.
Prema istraživanju koje je 2006. proveo Palestinski centar za istraživanje i kulturni dijalog na betlehemskim kršćanima, 90% lokalnih kršćana smatra muslimane prijateljima, 73,3% smatra da se Palestinska samouprava odnosi s poštovanjem prema kršćanskoj baštini grada, te 78% smatra da je za odlazak kršćana iz Betlehema odgovorna izraelska politika zabrane putovanja u to područje.
Službena Hamasova politika je potpora kršćanskom stanovništvu Betlehema, makar su je pojedinci kritizirali za podizanje islamskog utjecaja u gradu.

## Gospodarstvo
Veliki dio gradske gospodarske aktivnosti čini trgovina, pogotovo za vrijeme Božića. Na glavnim gradskim ulicama i tržnicama nalaze se trgovine u kojima se prodaju rukotvorine, istočnjački začini, nakit te orijentalne slastice (kao baklava).
Tradicija izrade rukotvorina je vrlo duga u ovom gradu, u kojem se nalaze brojne trgovine gdje se prodaju rezbarine u maslinovom drvu, koje se rade od lokalnih maslina. Ovi radovi su glavni suvenir kojeg turisti kupuju u Betlehemu.  U gradu je vrlo važna i ručna izrada religijskih predmeta kao što su kipovi od maslinovog drva i križevi. Tradiciju izrade predmeta od sedefa u Betlehem su uveli franjevci iz Damaska u 14. stoljeću.
Neke od ostalih gospodarskih aktivnosti u gradu su izrada tekstilnih predmeta, namještaja, proizvodnja boje, plastike, sintetičke gume, građevinskih materijala, hrane itd. U Betlehemu se nalazi vinarija Cremisan osnovana 1885., koja izvozi vina u nekoliko zemalja. Vino proizvode redovnici u samostanu, a vinova se loza uzgaja u području Al Hadra. Ovaj samostan godišnje proizvodi oko 700.000 litara vina.

### Turizam
Turizam je najvažnija gospodarska aktivnost grada u kojem, za razliku od ostalih palestinskih gradova, većina radnog stanovništva nije zaposlena u Izraelu. Preko 25% radno aktivnog stanovništva radi u turizmu, koji čini 65% prihoda grada, te 11% prihoda Palestinske samouprave.
Najvažnija turistička atrakcija Betlehema je Bazilika Rođenja Isusova, koja u velikom broju privlači kršćanske hodočasnike. Crkva se nalazi u središtu grada na dijelu trga Manger, iznad mjesta gdje se navodno rodio Isus. U blizini se nalazi mjesto gdje je sv. Jeronim trideset godina prevodio hebrejske zapise na latinski.
U Betlehemu se nalazi preko 30 hotela. Hotel Jacir Palace koji se nalazi blizu bazilike, izgrađen je 1910. i najpoznatiji je u gradu. Iako je hotel zatvoren 2000. za vrijeme nasilja u drugoj intifadi, ponovno je otvoren 2005. godine.

## Kultura

### Muzeji
Unutar općinskih granica Betlehema nalaze se četiri muzeja. U Kazalištu i muzeju jaslica nalazi se 31 trodimenzionalni model kojima su prikazane značajne faze u Isusovom životu. Ovo kazalište prikazuje i 20 minutnu animiranu predstavu. Muzej Badd Giacaman nalazi se u Starom gradu u Betlehemu. Ovaj muzej iz 18. stoljeća posvećen je povijesti proizvodnje maslinovog ulja.
U muzeju Baituna al-Talhami, koji je osnovan 1972., moguće je detaljnije vidjeti kulturu lokalnog betlehemskog stanovništva. U gradu se nalazi i Međunarodni muzej rođenja Isusova kojeg je pokrenuo UNESCO.

### Kulturni centri
U Betlehemu se nalazi Centar palestinske baštine, koji je osnovan 1991. godine. Ovaj centar je posvećen zaštiti i promociji palestinskih vezova, umjetnosti i folklora. Betlehemski međunarodni centar je centar koji se primarno bavi betlehemskom kulturom, te nudi razne aktivnosti.
U gradu se nalazi jedan dio Nacionalnog glazbenog konzervatorija Edward Said, kojeg pohađa oko 500 učenika. Glavni ciljevi ove ustanove su glazbeno obrazovanje djece, poduka učitelja za druge škole te proučavanje palestinske folklorne glazbe.

### Božićne proslave
U Betlehemu se Božić slavi na tri različita datuma: rimokatolici i protestanti slave ga 25. prosinca, grčki, koptski i sirijski pravoslavci slave ga 7. siječnja, dok armenski pravoslavci Božić slave 19. siječnja. Većina kršćanskih procesija prolazi kroz trg Manger, kraj Bazilike Rođenja Isusova. Katolička misa održava se u crkvi sv. Katarine.

### Festivali
Betlehem, kao i mnoga druga palestinska mjesta, sudjeluje u festivalima povezanim sa svecima i prorocima koji su vezani uz palestinski folklor. Jedan od takvih godišnjih festivala je Proslava sv. Jurja (Hizir), koja se održava od 5. do 6. svibnja. Grčki pravoslavci tada u procesiji idu do obližnjeg grada Al Hadra, gdje se u vodi oko manastira sv. Jurja krste djeca, te se ritualno žrtvuje ovca.
Proslava sv. Ilije (Mar Elias) održava se na sličan način, samo je tad procesija usmjerena prema manastiru sv. Ilije, koji se nalazi sjeverno od Betlehema. Ova proslava posvećena je čudima koja se pripisuju ovom svecu, popularnom u Palestini.

## Politika
Betlehem je sjedište (muhfaza) Betlehemske guvernije.
Prvi općinski izbori u Betlehemu održani su 1876. godine, kada su muhtari svih četvrti u Starom gradu (isključujući sirsku četvrt) odlučili izabrati lokalno vijeće od sedam članova, koje bi predstavljalo svaki klan u gradu. Donesen je i zakon prema kojem bi, u slučaju da npr. gradonačelnik bude katolik, zamjenik gradonačelnika morao biti grčki pravoslavac.
Za vrijeme beitanske i jordanske vlasti, sirskoj je četvrti dopušteno sudjelovanje u izborima, kao i beduinima Ta'amrah te palestinskim izbjeglicama, čime se broj članova u lokalnom vijeću popeo na jedanaest. Godine 1976. donesena je dopuna zakona koja je dopustila ženama pravo glasa i pravo izbora u vijeće, a kasnije je dob potrebna za glasovanje pomaknuta s 21 na 25 godina starosti.
Danas se betlehemsko općinsko vijeće sastoji od 15 vijećnika, uključujući gradonačelnika i zamjenika gradonačelnika. Prema posebnom zakonu, gradonačelnik i većina vijećnika moraju biti kršćani, dok ostatak mjesta u vijeću nije posebno rezerviran za određenu religiju.
Postoji nekoliko grana političkih stranaka koje sudjeluju u vijeću, uključujući komuniste, islamiste i sekulariste. Obično većinu vijećničkih mjesta zauzimaju ljevičarske frakcije Palestinske oslobodilačke organizacije, kao Narodni front za oslobođenje Palestine i Palestinska narodna stranka. Na zadnjim palestinskim općinskim izborima 2005. godine, većinu nerezerviranih mjesta u betlehemskom općinskom vijeću osvojio je Hamas.
Izabrani vijećnici na betlehemskim općinskim izborima 2005.
| Rang | Lista                                                      | Ime člana        | Religija |
| 1.   | Bratstvo i razvoj (Narodni front za oslobođenje Palestine) | Victor Batarseh  | †        |
| 2.   | Ujedinjeni Betlehem (Fatah i Palestinska narodna stranka)  | Antun Salman     | †        |
| 3.   | Reformski blok (Hamas)                                     | Hasan al-Masalma | ☪        |
| 4.   | Ujedinjeni Betlehem (Fatah i Palestinska narodna stranka)  | Afram Asmari     | †        |
| 5.   | Wafaa (Palestinski islamski džihad)                        | Isa Zawahara     | ☪        |
| 6.   | Ujedinjeni Betlehem (Fatah i Palestinska narodna stranka)  | Khalil Chawka    | ☪        |
| 7.   | Reformski blok (Hamas)                                     | Khalid Jadu      | ☪        |
| 8.   | Nada i rad (Fatah)                                         | Zughbi Zughbi    | †        |
| 9.   | Reformski blok (Hamas)                                     | Nabil al-Hraymi  | ☪        |
| 10.  | Reformski blok (Hamas)                                     | Salih Chawka     | ☪        |
| 11.  | Reformski blok (Hamas)                                     | Yusuf al-Natsha  | ☪        |
| 12.  | Bratstvo i razvoj (Narodni front za oslobođenje Palestine) | Nina 'Atwan      | †        |
| 13.  | Bratstvo i razvoj (Narodni front za oslobođenje Palestine) | George Sa'ada    | †        |
| 14.  | nezavisni                                                  | Nadir al-Saqa    | †        |
| 15.  | Ujedinjeni Betlehem (Fatah i PPP)                          | Duha al-Bandak   | †        |

### Popis gradonačelnika
Prema općinskom zakonu Betlehema, gradonačelnik i zamjenik gradonačelnika moraju biti kršćani.
| - Mikhail Abu Saadeh - 1876. - Khalil Yaqub - 1880. - Suleiman Jacir - 1884. - Issa Abdullah Marcus - 1888. - Yaqub Khalil Elias - 1892. - Hanna Mansur - 1895. – 1915. - Salim Issa al-Batarseh - 1916. – 17. - Salah Giries Jaqaman - 1917. – 21. - Musa Qattan - 1921-25 - Hanna Ibrahim Miladah - 1926. – 28. - Nicoloa Attalah Shain - 1929. – 33. | - Hanna Issa al-Qawwas - 1936. – 46. - Issa Basil Bandak - 1946. – 51. - Elias Bandak - 1951. – 53. - Afif Salm Batarseh - 1952. – 53. - Elias Bandak - 1953. – 57. - Ayyub Musallam - 1958. – 62. - Elias Bandak - 1963. – 72. - Elias Freij - 1972. – 97. - Hanna Nasser - 1997. – 2005. - Victor Batarseh (trenutni gradonačelnik) - 2005.- |  |

## Obrazovanje
Prema palestinskom središnjem uredu za statistiku, godine 1997. je oko 84% stanovništva Betlehema starijeg od 10 godina bilo pismeno. Od sveukupnog stanovništva grada, 10.414 osoba pohađalo je u to vrijeme školu (4.015 prvu razinu osnovne škole, 3.578 drugu razinu te 2.821 srednju školu). Oko 14,1% učenika srednjih škola je tad maturiralo. Godine 2006., u Betlehemskoj guverniji bilo je 135 škola, od čega je njima 100 upravljalo Ministarstvo obrazovanja Palestinske samouprave, sa sedam je upravljala UNRWA, a 28 škola bilo je privatno.
U gradu se nalazi Betlehemsko sveučilište koje je katolička ustanova visokog obrazovanja otvorena 1973. i koja je otvorena za studente svih religija. Ovo je prvo sveučilište osnovano na Zapadnoj obali, a njegovi korijeni sežu do 1893. kada su Braća kršćanskih škola otvorila otvorila obrazovne ustanove diljem Palestine i Egipta.

## Promet
U Betlehemu se nalaze tri autobusne stanice kojima upravljaju privatna poduzeća koja nude prijevozne usluge do Jeruzalema, Beit Džale, Beit Sahura, Hebrona itd. U gradu postoje i dvije postaje za taksije koji voze za Beit Džalu, Beit Sahur, Jeruzalem, Tuqu' i Herodij. Također postoje i dvije službe za unajmljivanje automobila. Autobusi i taksiji s lokalnim palestinskim registracijskim tablicama ne smiju ulaziti u Izrael, uključujući i Jeruzalem, bez dozvole.

### Ograničenja kretanja
Izraelska izgradnja sigurnosne ograde se odrazila na Betlehem u političkom, društvenom i gospodarskom smislu. Ograda prolazi uz sjevernu stranu grada te je udaljena nekoliko metara od izbjegličkog logora Aida.
Da bi se ušlo ili izašlo iz područja betlehemske aglomerizacije u ostatak Zapadne obale, potrebno je proći niz izraelskih sigurnosnih točaka i cestovnih blokada. Za ulazak iz Zapadne obale u područje Jeruzalema potrebna je dozvola. Dobivanje tih dozvola bilo je izrazito teško, iako je Izrael sad podigao terminal za olakšavanje prometa između ova dva susjedna grada.
Palestincima nije dozvoljen ulaz bez dozvole u Rahelin grob, koji je jedan od svetih judaističkih lokacija i koji se nalazi na betlehemskoj periferiji. Izraelski građani ne mogu ući u Salomonske bazene koji su nedaleko od grada bez dozvole izraelske vojske.

## Zbratimljeni gradovi
Gradovi i regije zbratimljeni s Betlehemom su:
| - Marrickville, Australija - Steyr, Austrija - Natal, Brazil - Valinhos, Brazil - Třebechovice pod Orebem, Češka - Villa Alemana, Čile - Concepción, Čile - Chartres, Francuska - Paray-le-Monial, Francuska - Strasbourg, Francuska - Atena, Grčka - Assisi, Italija - Cititavecchia, Italija - Firenca, Italija | - Greccio, Italija - Regija Lacij, Italija - Milano, Italija - Orvieto, Italija - Pavia, Italija - Pratovecchio, Italija - San Miniato, Italija - Sant'Anastasia, Italija - Regija Umbrija, Italija - Verona, Italija - Pretoria, JAR - Monterrey, Meksiko - Rabat, Maroko - Köln, Njemačka | - Den Haag, Nizozemska - Sarpsborg, Norveška - Cusco, Peru - Częstochowa, Poljska - Lisabon, Portugal - Sankt Peterburg, Rusija - Burlington, SAD - Joplin, SAD - Orlando, SAD - Zaragoza, Španjolska - Córdoba, Španjolska - Leganés, Španjolska - Yalvac, Turska - Glasgow, UK - Abu Dabi, UAE |